# 무로조노 타케히로
무로조노 타케히로(일본어: 室園丈裕, 1969년 8월 3일 ~ )는 일본의 성우이다.

## 출연 작품

### TV 애니메이션
1997년
- 대운동회 TV(세르게이)

1998년
- 시공전초 나스카(단 타쿠마)

2001년
- 레이브(레트)
- 그래플러 바키 최대 토너먼트(카토 키요스미)

2003년
- 강철의 연금술사(바토 펄만)
- 팽이대전 G블레이드(릭 앤더슨)

2004년
- 간츠(노자키 다이치)
- 몬스터(아돌프 윈켈스)

2005년
- 풀 메탈 패닉 더 세컨드 레이드(아르)

2007년
- 크게 휘두르며(시가 츠요시)

2010년
- 크게 휘두르며 여름대회편(시가 츠요시)

### OVA
1996년
- 동급생 2(나카오카 요시키)

2005년
- 영원의 아세리아(라키오스 왕)

2010년
- 목소리로 일해요!(카이즈 야스히토)